# Krigskollegium
Krigskollegium var fram till år 1866 det centrala ämbetsverk som närmast under konungen hade den högsta ledningen av den svenska arméns förvaltning. Det ersattes av Kungliga arméförvaltningen.
Före avseglingen till Tyskland 1630 förverkligade Gustav II Adolf sin länge närda plan att till ett beständigt i Stockholm residerande ämbetsverk förvandla sitt med fältlägret flyttande krigsråd, i det att han den 5 juni samma år från Älvsnabben utfärdade ett slags fullmakt för "krigsrätten", såsom ämbetsverket, omväxlande med "krigsrådet", i början benämndes. Marsken blev president, och dessutom tillsattes en vice president samt fem andra assessorer, bland dem en civil. 
Därmed var dock ämbetsverket ingalunda färdigt. Det omnämnes i 1634 års regeringsform såsom rikets andra kollegium, näst efter hovrätten, "krigsrådet, hvilket dirigeras af marsken", men ämbetsverket trädde i fullkomligt ordnad verksamhet först efter utfärdandet av dess första instruktion, den 20 mars 1636, i vilken verket även fick sitt slutliga namn:  Krigskollegium. Enligt denna instruktion hade Krigskollegium både administrativ och judiciell myndighet, i det att det skulle handhava författningarna såväl om rikets krigsfolk och fästningar samt arklistaten som om krigsdisciplinen och justicen. Sin egenskap av krigsdomstol behöll kollegiet intill år 1683, då en generalkrigsrätt (se krigshovrätten) instiftades, varefter dess verksamhet var uteslutande administrativ, utom under åren 1774–91, då de ärenden, som hörde under generalkrigsrätten ånyo handlades av Krigskollegium. 
Riksmarsken stod i spetsen för Krigskollegiet fram till dess att marskämbetet indrogs år 1696, varefter ett kungligt råd erhöll presidiet. Sedan Karl XII försökt att omorganisera överledningen av krigsförvaltningen, liksom av övriga förvaltningsgrenar, blev Krigskollegiet efter hans död återupplivat och erhöll ny instruktion den 16 oktober 1723. I enlighet med stadgandet i 1720 års regeringsform att rikets kollegier icke vidare skulle ha riksråd till presidenter "blef derefter presidenten tagen utanför rådskretsen". Ärendena behandlades å allmän sammankomst (plenum) intill 1782, då kollegiet fördelades på departement. Departementsindelningen, som var gjord efter ärendenas inre beskaffenhet, bibehölls sedermera om än departementens antal växlade.
Organisationen bestod, till dess kollegiet vid 1866 års ingång upphörde, av artilleri-, fortifikations-, intendents- och avlöningsavdelningarna. Då Krigskollegium organiserades om till ämbetsverket Kungliga arméförvaltningen, bibehölls avdelningarna eller departementen. Den rang, som kollegiet fick i 1634 års regeringsform och sedermera bibehöll, övergick på Arméförvaltningen. Från 1850 års ingång hade kollegiet fått sig ålagda fördelningen och redovisningen av alla de å riksstatens fjärde hufvudtitel anslagna medel.
Det svenska krigskollegium och dess namn stod som förebild när Peter den store 1718 inrättade "Военная коллегия" som ett av ämbetsverken i Rysslands nya huvudstad Sankt Petersburg.

## Presidenter i Krigskollegium
Från år 1802 var följande personer presidenter i Krigskollegium.
- 1802–1809: Bror Cederström
- 1809–1810: Gustaf Mauritz Armfelt
- 1810–1824: Johan August Sandels (ordförande 1810, tillförordnad president 1811, president 1815)
- 1819–1824: Carl Axel Löwenhielm (tillförordnad)
- 1824–1832: Gustaf Wilhelm af Tibell
- 1833–1837: Bengt Franc-Sparre
- 1837–1838: Axel Möllerhielm (tillförordnad)
- 1838–1844: Gustaf Peyron (tillförordnad)
- 1844–1862: Johan Lefrén (tillförordnad)
- 1862–1864: Carl Fredrik Meyer (tillförordnad)